# Heinrich Mendelssohn (Unternehmer)
Heinrich Mendelssohn (* 21. Februar 1881 in Posen; † 7. August 1959 in Genf) war ein deutscher Kaufmann, Bauunternehmer und Immobilien-Entwickler, der zwischen etwa 1910 und 1933 zahlreiche Projekte in Berlin ausführte, darunter einige noch heute populäre Bauten.

## Leben
Mendelssohn besuchte die Volksschule und absolvierte eine praktische Ausbildung. Bereits in jungen Jahren machte er sich selbständig, schon vor 1914 beteiligte er sich an der Bebauung bzw. Erschließung des Hansaviertels, des Bayerischen Viertels, des Kurfürstendamms und des Olivaer Platzes.

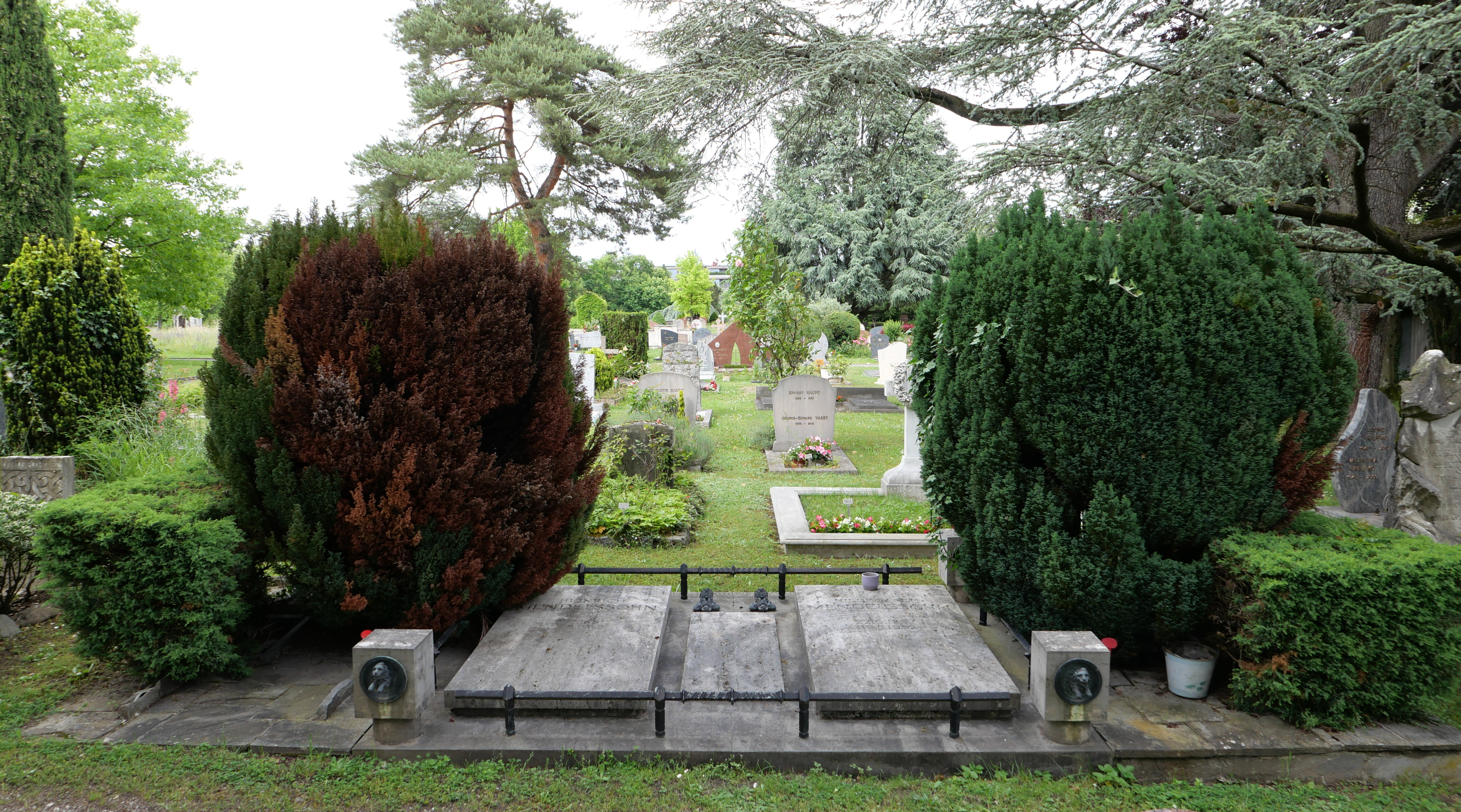
Das Grab im Jahr 2024

In den 1920er Jahren erbaute er unter anderem in Zusammenarbeit mit Albert Heilmann das Europahaus, in dem sich heute das Bundesministerium für wirtschaftliche Zusammenarbeit und Entwicklung befindet, ferner mit dem Architekten Heinrich Straumer das Amerikahaus und das Deutschlandhaus am heutigen Theodor-Heuss-Platz.
Während des Dritten Reichs befand er sich in der Emigration in Großbritannien und kehrte 1946 nach Deutschland zurück.
Heinrich Mendelssohn gehört nicht zu den Nachkommen des Philosophen Moses Mendelssohn. Er betätigte sich in einer Reihe von Automobil- und Wassersportvereinen und war um 1930 Konsul von Bolivien.
Mendelssohn und seine Frau Hildegarde (1897–1992) sind auf dem Friedhof von Petit-Saconnex in Genf begraben.